# Georg Holzmann (Eishockeyspieler)
Georg Holzmann (* 5. März 1961 in Pfronten) ist ein ehemaliger deutscher Eishockeyspieler und -trainer. Er ist Mitglied der Hockey Hall of Fame Deutschlands.

## Karriere
Im Nachwuchs des EV Füssen wurde er zum Junioren-Nationalspieler und schaffte mit 17 Jahren den Sprung in die Seniorenmannschaft. In seiner ersten Bundesliga-Saison 1978/79 kam er gleich auf 10 Tore, aber auch auf 90 Strafminuten. Mit seiner robusten Spielweise verschaffte er sich schnell Respekt in der Liga. Nach 18 Toren in seiner dritten und 19 Toren in seiner vierten Bundesliga-Saison hatte er in der Saison 1982/83 Anfang Dezember bereits 13 Treffer für die finanziell angeschlagenen Allgäuer erzielt, als er an die Düsseldorfer EG abgegeben wurde. Dort spielte er die Saison zu Ende und übertraf mit weiteren 8 Treffern erstmals die 20 Tore Marke. Noch eine Saison blieb er an der Brehmstraße, bevor er zur Saison 1984/85 zum Schwenninger ERC wechselte. Hier wurde er zum Nationalspieler und vertrat die deutschen Eishockeynationalmannschaft bei der Eishockey-Weltmeisterschaft 1986 in Moskau. Danach wechselte er zum Mannheimer ERC, bei dem er zwei Jahre zu den Leistungsträgern gehörte. Neben den Eishockey-Weltmeisterschaften 1987, 1988 fällt auch die Teilnahme an den Olympischen Winterspielen 1988 in Calgary in diese Zeit. Beim Vorrundensieg gegen Norwegen erzielte er einen Treffer. Ab der Saison 1988/89 spielte er für den BSC Preussen in Berlin. Neun Jahre spielte er in Berlin, wo das Team nach Gründung der DEL erst in Preußen Devils und dann in Capitals umbenannt wurde. Neben einigen WM Teilnahmen war er auch bei den  Olympischen Winterspielen 1992 in Albertville im Kader des deutschen Teams, für das er sich in der Finalrunde gegen Schweden und im Platzierungsspiel gegen Frankreich in die Torschützenliste eintragen konnte. Nach der Saison 1996/1997 beendete Holzmann seine Karriere. Insgesamt bestritt er 849 Erstligaspiele, in denen er 724 Scorerpunkte erzielte. Dazu kommen 13 Scorerpunkte bei Weltmeisterschaften.
Holzmann war während seiner Karriere als harter Spieler bei seinen Gegenspielern gefürchtet. Seine Spielweise brachte ihm den Spitznamen „Eisenschorsch“ ein.
Wie viele andere Eishockeyspieler war auch Georg Holzmann aktiver Inlinehockeyspieler.

## Trainerkarriere
Als Trainer agierte er in der zweiten Eishockeybundesliga für den EC Bad Tölz und den EC Heilbronn in den Jahren 2001 bis 2003. In der Saison 2004/05 trainierte er die Mannschaft des SC Riessersee in der Eishockeyoberliga. Seinen größten Erfolg als Trainer feierte er mit dem EV Ravensburg zwei Jahre später. Seiner Mannschaft gelang der Aufstieg in die zweite Eishockeybundesliga.
Von 1998 bis 2001 war Holzmann auch Trainer beim EV Füssen, den er von der Regionalliga wieder zurück in die Oberliga führte. Zwischen 2012 und 2023 trainierte er die U20-Mannschaft der Düsseldorfer EG. 
Zurzeit ist Georg Holzmann auch Bundestrainer bei dem DEB und trainiert die deutsche Inline-Hockey-Nationalmannschaft. Im Jahr 2007 gewann er bei der Weltmeisterschaft in Landshut die Bronzemedaille. Im Jahr 2018 coachte er zudem die DEL-Allstars in einem Internationalen Vergleich aller Europäischen Top-Ligen.

## Familie
Sein Sohn Max Holzmann (* 1984) ist seit 2016 sportlicher Leiter im Heimatverein der Familie, dem EV Füssen. Sein jüngster Sohn Veit (* 1992) ist ebenfalls Eishockeyspieler.